# George Allsopp
Pour les articles homonymes, voir Allsopp.
George Allsopp (né vers 1733 et mort le 14 avril 1805) est un homme d'affaires canadien d'origine britannique et un fonctionnaire du gouvernement. Il devient marchand à Québec dans les années 1760 et seigneur en 1773. Il s'endette lourdement pour ouvrir un moulin à farine qui, en 1788, est le plus grand producteur de farine de la province. Comme politique, il fait pression sur les gouvernements québécois et britannique pour des réformes du système judiciaire québécois et la création d'une assemblée législative. Il est également nommé à divers postes gouvernementaux, notamment au conseil exécutif de la province et à titre de juge de paix.

## Biographie
George Allsopp naît en Angleterre vers 1733. Pendant le siège de Louisbourg en 1758, Allsopp travaille pour le département du quartier-maître général britannique. En 1759, il est secrétaire du quartier-maître général de Québec, Guy Carleton.
En 1761, il s'installe à Montréal et s'associe à une entreprise appelée Jenkins, Trye and Company et facilite le commerce du blé, du bois, de la fourrure, du poisson, de la potasse, des spiritueux et du fer. La même année, il devient un critique virulent de James Murray, gouverneur militaire du Québec, après l'adoption de mesures visant à restreindre les activités des marchands britanniques. Il critique en outre Murray lorsqu'il décide de gouverner la province avec un conseil nommé au lieu d'une assemblée élue et d'établir des tribunaux civils et criminels distincts. En 1764, Allsopp participe à la rédaction d'une déclaration présentée par le premier grand jury de Québec. La déclaration condamne l'administration de Murray et exige que le grand jury soit reconnu comme l'organisme représentatif temporaire du Québec. Une clause interdisant aux catholiques romains de faire partie de jurys incluse dans la déclaration est attribuée à Allsopp.
En mars 1764, et à deux reprises en octobre 1764, Allsopp est arrêté pour avoir violé l'ordre de porter des lanternes pendant la nuit. 
En 1766, George Allsopp est nommé secrétaire provincial adjoint et commis adjoint au Conseil de Québec et aux inscriptions provinciales. Murray refuse de reconnaître ces nominations, mais rappelé en Angleterre en juin, Guy Carleton est nommé lieutenant-gouverneur de la province et Allsopp est confirmé dans ses fonctions. Son travail consistait notamment à délivrer des licences annuelles aux tavernes et aux commerçants de fourrures. Il crée une entreprise avec deux autres hommes d'affaires, John Welles et Samuel Jacobs, pour gérer une usine de potasse dans la basse-ville. Il s'associe avec Olive, Watson & Rashleigh vers 1767 et devient leur agent central au Québec. En 1769, il est nommé commissaire général adjoint, ce qui implique l'attribution de provisions aux avant-postes à travers le Québec. En 1773, il achete avec son beau-frère John Bondfield des seigneuries qui comprenaient un moulin à farine. Deux ans plus tard, Allsopp achete les terres de Bondfield et continue à exploiter le moulin à grains, malgré son endettement envers ses fournisseurs de céréales.
Allsopp est commissaire général de la garnison de Québec lors de l'invasion américaine du Québec en 1775. La même année, il entre au Conseil législatif du Québec. Néanmoins, les représentants du gouvernement commencent à remettre en question la loyauté d'Allsopp envers la Grande-Bretagne, citant les critiques d'Allsopp à l'égard de la Loi sur le Québec. Il est démis de ses fonctions gouvernementales en 1777 et agressé publiquement en 1778 alors qu'il est accusé d'être un rebelle.
En 1778, Allsopp aggrave sa dette en construisant un moulin à farine sur la rivière Jacques-Cartier. En 1784, il se rend à Londres pour négocier un règlement financier pour son entreprise et discuter de son renvoi du Conseil législatif de Québec, des réformes du système judiciaire québécois et de ses critiques de la Loi de Québec. En 1783, tous les intérêts de ses dettes furent annulés par le roi en conseil.
Allsopp revient au Québec en 1785 et continue de militer en faveur de réformes du système judiciaire. En 1787, il participe à une enquête sur le système judiciaire québécois et critique son incohérence. Il continue à développer son entreprise et, en 1788, son complexe de meunerie devient le plus grand producteur de farine de la province. Il est également une figure de proue dans la défense d'une assemblée représentative et de l'adoption du droit commercial anglais. En 1789, il plaide en faveur d'un accord commercial avec les Antilles britanniques. Lorsque l'Acte constitutionnel de 1791 est adopté, qui scinde le Québec en deux provinces, Allsopp en revendique le mérite.
En 1792, il perd l'élection pour représenter la Haute-Ville de Québec à l'Assemblée législative de la province, et sa nomination aux conseils législatif et exécutif est rejetée par le ministre de l'Intérieur William Wyndham Grenville. Il se retire alors de la politique provinciale. En 1793, un incendie détruit son moulin à grains principal. Un deuxième moulin subit le même sort en 1796. Les moulins sont reconstruits et opérationnels peu de temps après, et un troisième moulin est ajouté au complexe. En 1799, il est nommé juge de paix du Québec.
Allsopp épouse Anna Marie Bondfield en décembre 1768. Le couple a dix enfants, dont sept seulement ont survécu.
Les obligations financières d'Allsopp l'empêchent de prendre sa retraite en Angleterre. Il décède à Cap-Santé, Québec, le 14 avril 1805, des suites d'une série d'accidents vasculaires cérébraux.
Allsop possédait trois esclaves au Canada.